# Wallfahrtskirche Maria Aich (Peißenberg)

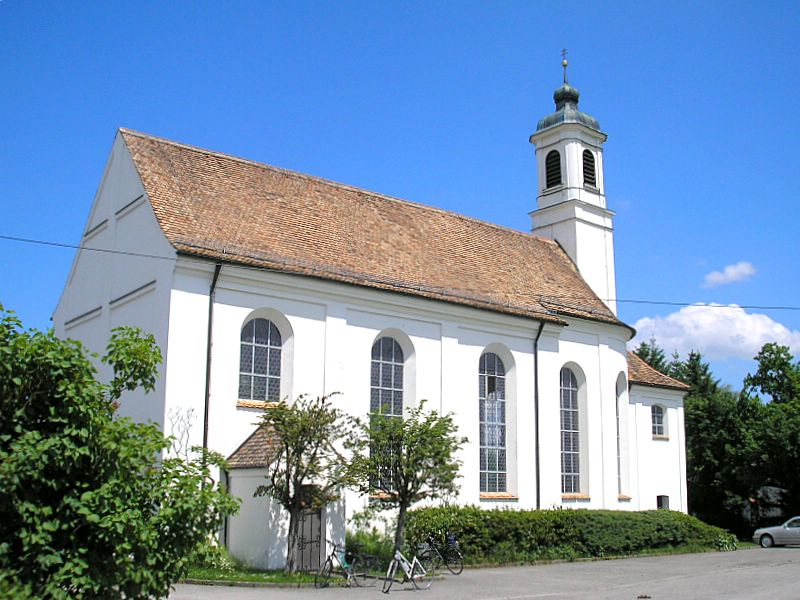
Ansicht von Süden

Die barocke Wallfahrtskirche Maria Aich liegt am  östlichen Ortsrand von Peißenberg im Landkreis Weilheim-Schongau in Oberbayern. Das äußerlich schlichte Gotteshaus birgt zwei bedeutende Deckenfresken des einheimischen Meisters Matthäus Günther.

## Geschichte

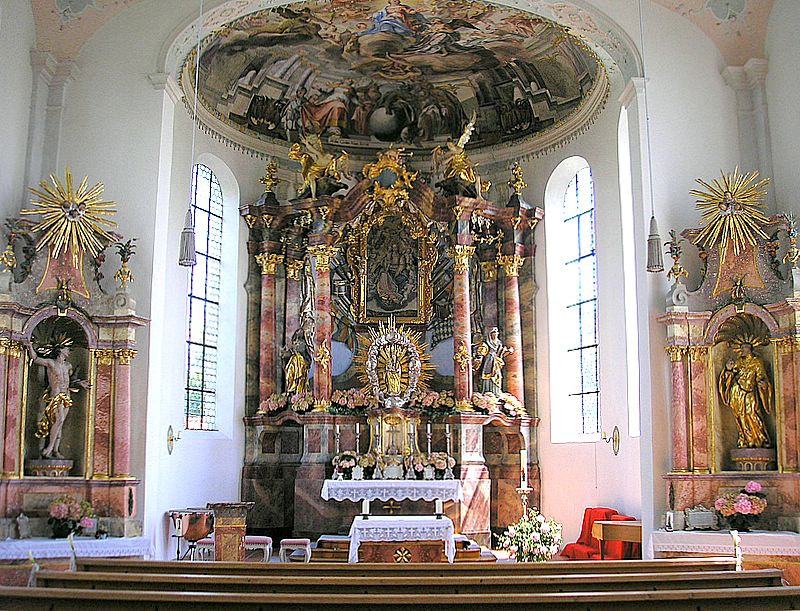
Chor und Seitenaltäre

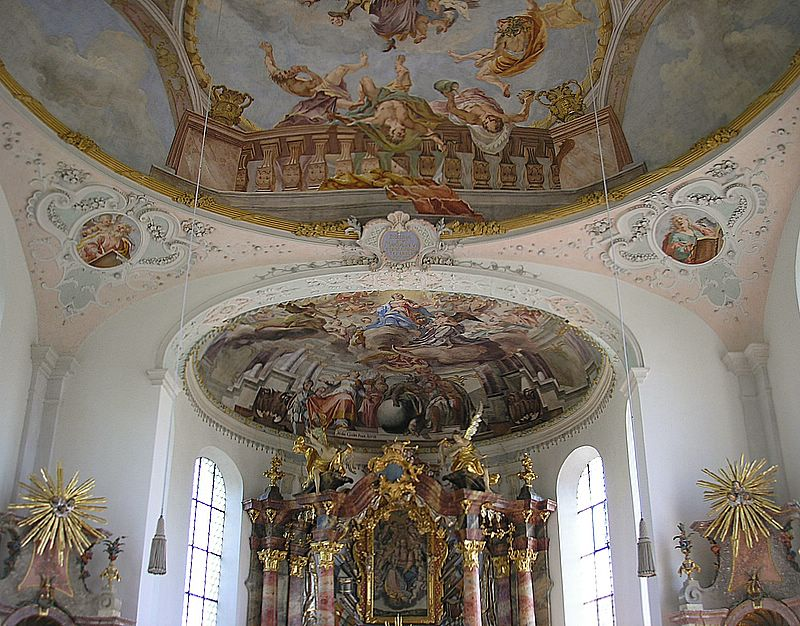
Blick ins Gewölbe

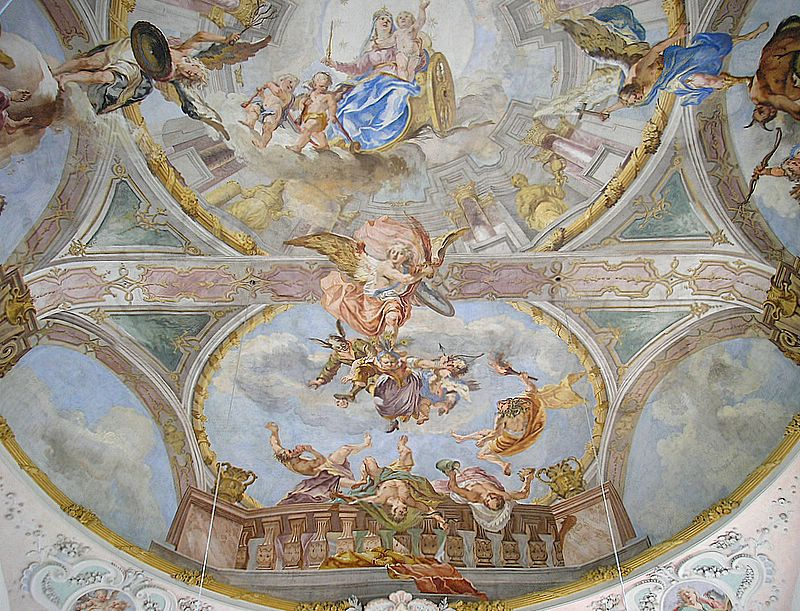
Der östliche Teil des Langhausfreskos

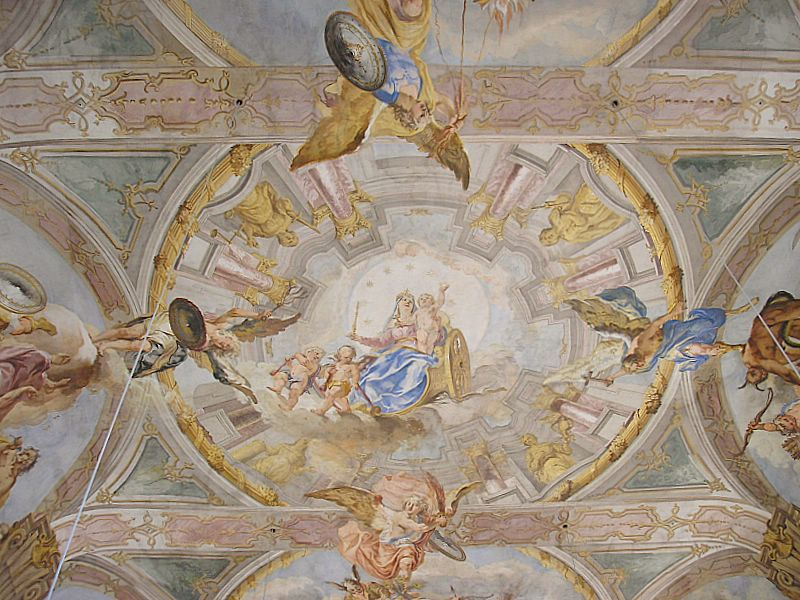
„Maria vom Siege“ im Zentrum des Hauptbildes

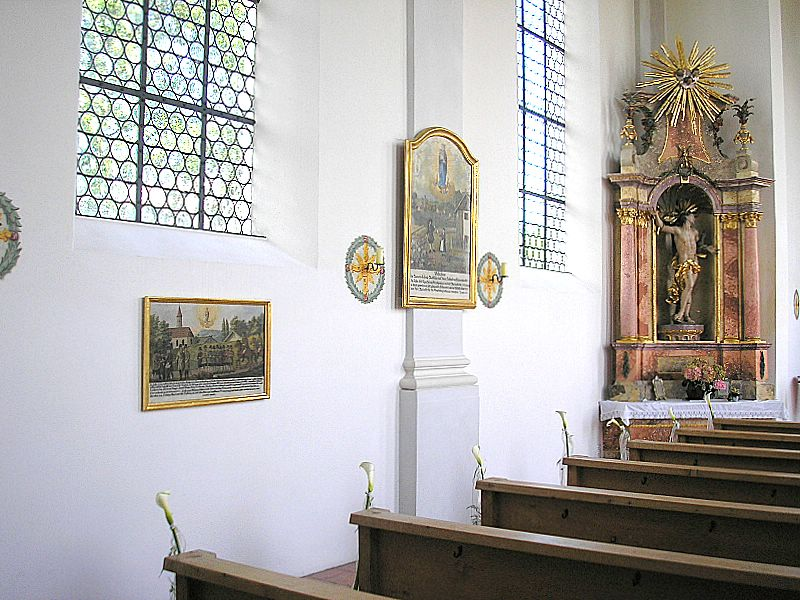
Die nördliche Langhauswand mit den beiden Votivbildern und dem Sebastiansaltar

1631 stifteten Matthias und Anna Liebhart eine steinerne Kapelle zu „Unserer Lieben Frau vom Siege“ auf dem Aichanger am Ortsrand. Der Titel „Maria vom Siege“ erinnert an der Triumph der christlichen Streitkräfte über die Türken in der Seeschlacht von Lepanto. In der Kapelle wurde eine spätgotische Muttergottesfigur aufgestellt, die sich bereits länger im Besitz der Familie befand. Zwei Jahre zuvor waren etwa 60 Menschen in Peißenberg der Pest zum Opfer gefallen.
Kurz nach Baubeginn ereigneten sich angeblich einige „Wunder“, die vom Volksglauben als himmlische Zustimmung zum Kapellenbau gedeutet wurden. So sollen die Hennen des Stifterehepaares Eier gelegt haben, deren Schalen mit „Sonnenstrahlen“ verziert waren. Solche strahlenförmigen Einschlüsse treten auch heute noch gelegentlich bei Hühnereiern auf, sind aber naturwissenschaftlich erklärbar. Die, von den Auswirkungen des Dreißigjährigen Krieges schwer betroffene Landbevölkerung setzte damals allerdings große Erwartungen in derartige Phänomene. Auch zahlreiche „geistliche und weltliche Standespersonen“ nahmen die Wunderzeichen zu Peißenberg persönlich in Augenschein.
Während des Spanischen Erbfolgekrieges wurde die Kapelle 1704 geplündert und entweiht. Damals verlor auch der Gemeindepfarrer sein Leben (Votivbild in der Kirche).
Um die Stiftung der beiden Bauersleute entwickelte sich bald eine lebhafte lokale Wallfahrt. 1731 begann deshalb der Bau einer steinernen Wallfahrtskirche, der besonders von Albertus Oswald, dem Propst des nahen Klosters Polling gefördert wurde. Der Neubau wurde unter Pfarrer Dominikus Bartholomaedi begonnen, einem Konventualen des Klosters.
1734 war die Kirche bereits vollendet und wurde am 17. Mai geweiht. Der Architekt ist nicht überliefert, doch wird der Entwurf allgemein dem Wessobrunner Meister Joseph Schmuzer zugeschrieben. Von Schmuzer stammt wohl auch die sparsame Stuckdekoration in den Pendentifen des Langhauses und am Chorbogen. Die Fresken im Langhaus und im Chor schuf Matthäus Günther, dessen Geburtshaus nur wenige Kilometer oberhalb der Kirche am Osthang des Hohen Peißenberges stand.
Die Altäre stammen der Überlieferung nach aus der Bauzeit. Stilistische Merkmale legen jedoch eine etwas spätere Entstehung (um 1750/55) nahe. Die beiden Seitenaltäre wurden zudem 1793 in klassizistischen Formen überarbeitet.
Ab 1966 wurde die Wallfahrtskirche grundlegend saniert und 1969 mit einer modernen mechanischen Schleifladen-Orgel (12 Register. 2 Manuale, Pedal) der Firma Zeilhuber und Sohn (Altstätten bei Sonthofen) ausgestattet.

## Beschreibung
Außenbau
Der schlichte Kirchenbau liegt weithin sichtbar in der Ebene vor dem Hohen Peißenberg. Das weiß verputzte Gotteshaus wird nur durch Lisenen und hohe, rundbogig geschlossene Fensteröffnungen gegliedert. Der Westfassade sind Längs- und Querbänder aufgelegt.
Das Langhaus und der etwas schmälere (eingezogene) Chor werden von einem gemeinsamen Dachstuhl zusammengefasst. Das Traufgesims des Langhauses ist kräftig profiliert.
Über dem Chorhaupt steigt im Osten ein zierlicher Turm mit Glockenhaube
aus der Dachfläche, dem noch ein doppelgeschossiger Sakristeianbau vorgelagert wurde.
Innenraum
Der geräumige Saal des Langhauses wird durch Pilaster in drei Joche untergliedert und von einer längsovalen, flachen Pendentivkuppel überspannt. Über dem halbrund geschlossenen Chor ist ein kreisrundes Kuppelgewölbe eingezogen, das gegen den Chorbogen auf Zwickeln ruht. Die eigenartige Konstruktion des Chorgewölbes entspricht anderen Kirchenbauten Joseph Schmuzers (Garmisch, Bauerbach, Grasleiten) und gilt als Indiz für die Zuschreibung des Kirchenbaus an diesen Meister.
Neben den zurückhaltenden Stuckdekorationen in den Zwickeln und Pendentivs prägen die beiden Deckengemälde Günthers den Raumeindruck. Die illusionistische Scheinarchitektur der Malerei nimmt Bezug auf den realen Raum. Zwischen den gemalten Gurtbögen der Langhausdecke reicht der Blick bis in den Himmel. Im Zentrum des Hauptbildes thront die Darstellung der „Maria vom Siege“ in einer Kuppel und wird von den Kardinaltugenden umgeben. Außen kämpfen die Erzengel gegen die Laster (Osten), die Häresie, die als Lutheraner dargestellt ist (Westen), Krieg und Pest (Norden) und die Sünde, Tod und Teufel (Süden). In den Kartuschen in den Pendentifs erkennt man die vier Evangelisten.
Das Kuppelfresko des Chores zeigt die Krönung Mariä und die Verehrung der Gottesmutter durch die vier Erdteile. Das Werk trägt am unteren Rand die Signatur Günthers.
Ausstattung
Der viersäulige Hochaltar füllt den gesamten Chorschluss. Das Ölbild (Mitte 17. Jahrhundert) im Zentrum zeigt Maria über dem Ort Peißenberg. Darunter steht das spätgotische Gnadenbild der Muttergottes auf der Mondsichel (Anfang 16. Jahrhundert) auf dem Tabernakel. Die seitlichen Statuen der hll. Joachim und Anna gelten als Werke des Weilheimers Franz Xaver Schmädl.
Die beiden kleinen, klassizistisch überarbeiteten Seitenaltäre wurden schräg in die Chorwinkel gestellt. Die Holzfiguren der hll. Sebastian und Leonhard (Süden) in den Altarnischen werden Anton Sturm aus Füssen zugeschrieben (um 1750/55).
Zwei Votivbilder im Langhaus (1631 und 1704) wurden 1866 (Joseph Mangold) zusammen mit der großen Gedenktafel (Westwand) zur Erinnerung an die Stiftung der ursprünglichen Kapelle erneuert.
Seit der Sanierung ab 1966 versperrt ein modernes Metallgitter vor dem neuen Orgelprospekt außerhalb der Gottesdienstzeiten den Eintritt in den Kirchenraum.